# Дубравка Ђедовић Хандановић
Дубравка Ђедовић Хандановић (Београд, 6. новембар 1978) српска је банкарка и политичарка. Од 2022. обавља функцију министарке рударства и енергетике.
На позицију министарке у Влади Републике Србије долази са функције члана Извршног одбора НЛБ Комерцијалне банке за послове са привредом и инвестиционо банкарство. Чланица Извршног одбора НЛБ Комерцијалне банке постаје у децембру 2021. и на ту функцију долази са места директорке Регионалног представништва Европске инвестиционе банке (ЕИБ) за Западни Балкан а на тој функцији је била од августа 2016.

## Биографија

### Образовање
Дубравка Ђедовић је дипломирала је на Економском факултету у Београду, смер Банкарство и финансије, а магистрирала у области међународне економије и менаџмента на СДА Боццони Универзитету у Милану. Похађала је и мастер наставу менаџмента и управљања на Андерсон школи менаџмента при УЦЛА у Лос Анђелесу. Говори српски, енглески, италијански и француски језик.

### Професионално искуство
Она има 22 године дуго међународно искуство рада у јавном и приватном сектору у Србији и региону, али и земљама Западне Европе, укључујући финансирање великих корпорација, инвестиција и пројеката из области енергетике, транспорта, телекомуникација, иновација, и других индустрија. Пре каријере у банкарству, радила је у медијима.
Од 2004. до 2013. године, Дубравка Ђедовић била је задужена у Европској инвестиционој банци у Луксембургу за финансирање пројеката у земљама региона Западног Балкана, укључујући Хрватску и Словенију. У том периоду започети су капитални пројекти улагања у широкопојасни интернет Телекома Словеније и пројекти изградње нове луке у Задру. Дубравка Ђедовић је била задужена и за пројекте у Албанији, као што су финансирање развоја луке Драч, али и изградње и модернизације основних и средњих школа. Радила је и на финансирању рехабилитације регионалних путева у Црној Гори.
Од 2008. до 2012. године била је одговорна за пројекте Европске инвестиционе банке у Србији и Македонији. У том периоду започети су пројекти обнове Клиничког центра Србије, обилазнице око Београда, али и изградње источног и јужног крака Коридора 10, као и пројекат изградње Научно-технолошких паркова широм земље. У Северној Македонији, Дубравка Ђедовић је радила и на свеобухватном пројекту изградње канализационе мреже и водоснабдевања.
Од 2013. па до доласка у Београд, на чело ЕИБ-овог представништва, водила је пројекте јавно-приватног партнерства у Ирској, попут изградње нових домова здравља, затим проширења терминала природног гаса у луци у Ротердаму, али и концесије аутопута у Шкотској. У Великој Британији је била задужена и за пројекат изградње великог ветропарка на мору.
За први пројекат јавно-приватног партнерства у Хрватској, изградњу зграде новог терминала на аеродрому у Загребу који је ЕИБ финансирао са 80 милиона евра, добила је и две престижне награде из струке.
Гостовала је као предавач на мастер студијама УЦЛ универзитета у Лондону, Универзитету Доња Горица у Црног Гори, али и свом матичном Економском факултету у Београду. Дуго година је писала колумне за економску рубрику дневног листа Политика.
Пре каријере у ЕИБ-у, радила је у медијима као телевизијски продуцент за телевизијску кућу ЦНН Интернатионал, покривајући, између осталог, рат у Авганистану 2001. године и грађански рат у Македонији 2002. године. За извештавање о рату у Авганистану и ослобађању првог града Мазари Шарифа од талибанске власти добила је награду Националне академије за телевизију, уметност и науку САД.
У октобру 2022. године постала је Министар рударства и енергетике у Влади Републике Србије.

### Публикације
Објавила је неколико научних радова на тему јавно-приватних партнерства у сарадњи са Научним друштвом економиста Србије и Економским факултетом и Факултетом организационих наука Универзитета у Београду.

### Награде и признања
За финансирање нове зграде терминала аеродрома у Загребу добила је две награде: EMEA Finance Magazine European Deal 2013 и Project Finance Deal 2013.